# Геленберг
Геленберг (нем. Gelenberg) — община в Германии, в земле Рейнланд-Пфальц. 
Входит в состав района Вульканайфель. Подчиняется управлению Кельберг.  Население составляет 96 человек (на 31 декабря 2010 года). Занимает площадь 3,96 км².